# DÅÅTH
DÅÅTH – amerykański deathmetalowy sekstet z Atlanty związany z wytwórnią Roadrunner Records. Zespół powstał w 2003 roku na kanwie formacji Dirtnap.
W 2013 roku zespół został rozwiązany.

## Historia
Grupa wcześniej działała pod nazwą Dirtnap. Pierwszy album Futility grupa wydała własnym sumptem w 2004 roku. The Hinderers ukazał się 20 marca 2007, zaś dwa lata później, 21 kwietnia 2009 wydano kolejny album studyjny The Concealers. Na 26 października 2010 zaplanowano premierę nowego wydawnictwa, zatytułowane tak jak sam zespół.
Historia grupy ma powiązanie z zespołem Chimaira. Obecny perkusista występował w przeszłości w tej formacji. Od 2010 do Chimaira został zaangażowany tymczasowy Emil Werstler, zaś od 2011 Jeremy Creamer i Sean Zatorsky.

## Dyskografia
- Futility (2004)
- The Hinderers (2007)
- Dead on the Dance Floor EP (2007)
- The Concealers (2009)
- Dååth (2010)

## Teledyski
- „Festival Mass Soulform” (2007)
- „Subterfuge” (2007)
- „Day Of Endless Light” (2009)